# Aleksei Naghin
Alexei Nagin (în rusă Алексей Юрьевич Нагин; n. 21 martie 1981, Vertiachi⁠(d), RSFS Rusă, URSS – d. 20 septembrie 2022, Bahmut, Donețk, Ucraina) a fost un ofițer al armatei ruse specializat în avioane de atac. Era comandantul unuia dintre detașamentele de asalt ale Grupului Wagner, fiind supranumit „Terek”. Nagin a primit titlul de Erou al Federației Ruse postum când a fost ucis în acțiune în bătălia de la Bahmut, precum și de Erou al Republicii Populare Donețk. Este co-autor al filmelor Sunshine și Best in Hell, dedicate mercenarilor grupului Wagner.

## Biografie
S-a născut la 21 martie 1981 în Vertiachi, în districtul Gorodishchenski din regiunea Volgograd,  tatăl său fiind Iuri Viktorovici, care este un fost militar, și mama sa fiind Galina Andreevna Zayler-Ivanova.
În copilărie, a urmat cursuri de karate. După absolvirea liceului, a studiat la o școală tehnică.
Nagin a fost înrolat în Forțele armate ale Federației Ruse și a participat la ostilitățile din Cecenia. După terminarea stagiului militar, a semnat un contract.
Nagin a luat parte la luptele din Războiul Ruso-Georgian. Apoi s-a mutat în cadrul forțelor speciale FSB din Volgograd ca lunetist în misiuni de recunoaștere. Din 2014 până în 2016, a fost instructor pentru formarea cercetașilor în Crimeea. În cele din urmă, Nagin a părăsit FSB și s-a alăturat grupului Wagner. El a participat la Războiul Civil Sirian, unde a petrecut 3 ani în al doilea război civil libian.
În 2022, Nagin a participat la Invazia Rusiei în Ucraina. La 12 mai a fost grav rănit. După un lung tratament în august s-a întors la serviciu. Pe 20 septembrie 2022, Nagin a fost ucis în acțiune în bătălia de la Bahmut. A fost înmormântat la Volgograd, la cimitirul Dimitrievski.

## Scenarist
A scris cu Vladimir Izmailov și respectiv Anton Zimin scenariul filmelor de război de propagandă Sunshine (Солнцепёк) din 2021 și Best in Hell (Лучшие в аду) din 2022. Ambele filme au fost produse de Evgheni Prigojin.

## Viață personală
Nu a fost căsătorit. În lupte, a fost rănit în mod repetat și șocat de obuze.